# Baie Macormick
La baie Macormick (en anglais Macormick Bay, parfois McCormick Bay) est une voie navigable arctique de la région de Qikiqtaaluk, au Nunavut, au Canada.

## Géographie
Elle se trouve au large de la côte sud-ouest de l'île Devon, dans l'Extrême-Arctique oriental. Comme la baie de Baring au nord, c'est un bras du canal de Wellington. 

## Histoire
Elle a été nommée en l'honneur de Robert McCormick, chirurgien, explorateur et naturaliste de la Royal Navy qui a recherché à proximité l' expédition perdue de John Franklin. 

## Géologie
Les falaises de la baie Macormick sont caractérisées par du calcaire silurien. 
La baie Snowblind sur l'île Cornwallis, à l'ouest, présente des couches de strates rouges similaires. 